# Comune di Kazlų Rūda
Il comune di Kazlų Rūda è uno dei 60 comuni della Lituania, situato nella regione della Sudovia.